# Nemo pro parte testatus pro parte intestatus decedere potest
Il brocardo nemo pro parte testatus pro parte intestatus decedere potest (lett: "Nessuno può morire avendo fatto in parte testamento e in parte no") indica uno dei principi fondamentali in materia di successioni mortis causa nel diritto romano.
Contrariamente a quanto avviene nel diritto italiano contemporaneo, i romani sancivano l'incompatibilità tra successione testamentaria (in presenza cioè di un testamento, inteso come documento scritto vero e proprio che attesti le volontà del de cuius) e successione ab intestato (cioè senza un documento scritto: quella che oggi noi definiamo generalmente come legittima, in forza appunto delle sole disposizioni legislative). Al momento dell'apertura della successione, non potevano coesistere eredi testamentari ed eredi legittimi: poteva esistere o un testamento che doveva disciplinare completamente tutto il compendio ereditario oppure il de cuius poteva non lasciare nessun testamento e permettere alla legge di regolare tutte le attribuzioni del suo patrimonio. Le due discipline erano incompatibili.
Tutto questo non sussiste più nel nostro ordinamento attuale, in quanto è previsto che il testatore possa inserire alcune disposizioni nel suo atto e lasciare che la legge integri e completi il suo documento.